# Bathylasma alearum
Bathylasma alearum is een zeepokkensoort uit de familie van de Bathylasmatidae.